# المركز الإسلامي في جنيف
المركز الإسلامي في جنيف، (بالإنجليزية: Islamic Center in Geneva)‏، أسسه في شهر أغسطس من عام 1961، الدكتور سعيد رمضان بعد أن حلّ سنة 1958 لاجئا إلى سويسرا ، يقوم المركز بمساعدة المهاجرين المسلمين في البلدان الغربية في الحفاظ على هويتهم الدينية، وتوفير مكان لاستقبالهم، وتأمّل أوضاعهم، وتوحيد جهودهم في مجال الدعوة والتعريف بالدين الإسلامي المنفتح والمتسامح.

## الهدف من المركز
الغاية الأولى التي دفعت المؤسسين لتشييد هذا المعلم هو جمع الطلبة المسلمين الدارسين في أوروبا، ورعايتهم دينيا، واجتماعيا، حتى إذا عادوا إلى بلدانهم، أمكنهم التأثير في مستقبل تلك البلدان.
لكن الأمور تغيّرت بسرعة، وبات المهاجرون المسلمون يفضّلون البقاء حيث هم، وأصبح للإسلام "شأن آخر في أوروبا". فالتحدّي الذي يواجه مركز جنيف هو "البحث عن حلول لإستقبال الأعداد الكبيرة من المسلمين أيام الجمعة حيث لا يتسع المكان لكل الوافدين. وأصبحت صفوف المصلين تمتد للشوارع المحاذية، تماما كما هو الحال في العديد من المدن الأوروبية الأخرى.